# Il giro del mondo degli innamorati di Peynet
Il giro del mondo degli innamorati di Peynet (lançado internacionalmente como Around the World with Peynet's Lovers e The Turn of the World of the Sweethearts of Peynet) é um filme italiano de animação de 1974 dirigido por Cesare Perfetto.
O filme foi baseado nos personagens criados pelo ilustrador francês Raymond Peynet.

## Elenco
- Serena Verdirosi como Valentina
- Massimo Turci como Valentino